# Bud Cullen
Jack Sydney George « Bud » Cullen, PC (20 avril 1927 – 5 juillet 2005) était un juge de la Cour fédérale et un homme politique canadien .

## Origines
Né à Creighton Mine, en Ontario, Cullen a reçu le surnom de Bud de sa mère lorsqu'il était jeune garçon. Plus tard, il a légalement changé son nom pour Bud.  Cullen a fréquenté l'école publique Creighton Mine, l'école publique Lansdowne et l'école secondaire Sudbury avant de fréquenter l' Université de Toronto et la faculté de droit Osgoode Hall . 

## Carrière politique
Avocat exerçant à Sarnia, en Ontario,  Cullen a été élu pour la première fois à la Chambre des communes du Canada lors des élections fédérales de 1968 en tant que député libéral de Sarnia . 
En 1971, il devient secrétaire parlementaire du ministre de la Défense nationale . Il est ensuite secrétaire parlementaire du ministre de l'Énergie (1972) et du ministre des Finances (1974-1975). 
Le premier ministre Pierre Trudeau a nommé Cullen au Cabinet en tant que ministre du Revenu national en 1975. Cullen est devenu ministre de la Main-d'œuvre et de l'Immigration en 1976 et est resté à ce poste lorsque le gouvernement a été renommé ministre de l'Emploi et de l'Immigration l'année suivante, jusqu'à la défaite du gouvernement Trudeau aux élections de 1979.  En 1978 il signe une entente avec le gouvernement du Québec qui lui cède plus de pouvoir en matière d'immigration.  Les immigrants indépendants seront désormais choisis par le Québec sur son territoire avec approbation définitive par le Canada.
Cullen a perdu son siège de Sarnia lors des élections de 1979, mais l'a regagné lors des élections suivantes de 1980, mais il n'est pas retourné au Cabinet.  Cullen a été nommé juge à la division de première instance de la Cour fédérale du Canada par le premier ministre John Turner en juillet 1984 avant les élections de cette année-là, et il est resté juge jusqu'à sa retraite en août 2000. 

## Biographie
Cullen est le sujet d'une biographie rédigée par sa deuxième femme Nicole Chénier-Cullen, I Found My Thrill on Parliament Hill, paru en 2009.

## Archives
Il existe un fonds Jack Cullen à Bibliothèque et Archives Canada . 